# Уткин, Валентин Павлович (хоккеист)
Валентин Павлович Уткин (укр. Валентин Павлович Уткін; 12 января 1934 — 1 октября 2013) — советский хоккеист, нападающий. Тренер. Заслуженный тренер Украинской ССР, заслуженный работник физической культуры и спорта Украины. Мастер спорта СССР (1961).

## Биография
Играл в чемпионате СССР за команды «Химик» Воскресенск (1955/56), «Авангард» / «Кировец» Ленинград (1957/58 — 1958/59, 1960/61), «Локомотив» Москва (1959/60, 1960/61 — 1962/63). С сезона 1963/64 — в «Динамо» Киев, с которым в следующем сезоне вышел в класс «А». Завершил карьеру игрока в 1968 году.
Тренер ХК «Динамо» (Киев) с 1969 года.
В 1973—1976 годах — тренер преемника — киевского «Сокола».
В 1977—2009 годах возглавлял СДЮШОР «Сокол». Работал в структуре «Сокола» старшим методистом-инструктором.
Скончался от инсульта 1 октября 2013 года. Похоронен на Лесном кладбище в Киеве.